# Clara Rockmore
Clara Rockmore, registrada al nacer como Clara Reisenberg (Vilna, Lituania, 9 de marzo de 1911-Nueva York, 10 de mayo de 1998), fue una virtuosa lituana de la música que destacó como intérprete de theremín. Desarrolló una técnica para tocar este instrumento, que incluía un sistema de posicionamento de los dedos. También fue una niña prodigio del violín, que ingresó en el Conservatorio de San Petersburgo a la edad de 5 años.

## Biografía
Fue una niña prodigio. Tenía todas las cualidades necesarias para pasar a la historia como una virtuosa del violín, pero una enfermedad ósea derivada de sus problemas de desnutrición infantil la obligó a alejarse del que hasta ese momento era su instrumento favorito. Fue, en sus propias palabras, «una tragedia». Pero esa separación forzosa no provocó que se alejase de la música, más bien todo lo contrario, la hizo conocer y dominar el theremin, el instrumento que se toca «sin tocarlo», al que «dio su vida» y con el que Clara Rockmore pasó a ser conocida como la precursora de la música electrónica.

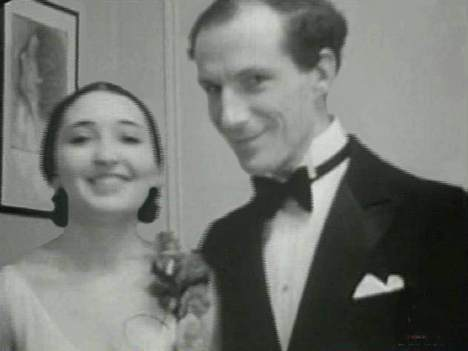
Clara Rockmore y Léon Theremin en 1929.

Los caminos de Léon Theremin, el creador de tan peculiar instrumento, y Clara Rockmore, de tan solo 17 años, se cruzaron a finales de 1928 en la ciudad de Nueva York. El científico e inventor ruso presentaba en sociedad el theremin y la joven se quedó intrigada desde el primer momento sobre el funcionamiento del curioso aparato. Clara interactuó con el instrumento y comenzó a tocarlo -según recogen las crónicas de la época- con una sensibilidad y precisión propias de alguien que lo hubiera estado haciendo toda una vida.
Ese momento cambió para siempre su vida y en parte también el de la historia de la música. Sus estudios musicales previos, unidos al oído privilegiado de Clara Rockmore, ayudaron a Léon Theremin a desarrollar y perfeccionar su invento. Entre las modificaciones más importantes derivadas de la colaboración de ambos destacan la ampliación del rango de octavas de 3 a 5, algo que ayudó a la joven a interpretar piezas más rápidas y con mayor precisión, y el mejor control del volumen y el tono.
Sin haber recibido ninguna noción de cómo interpretar el theremin, Clara Rockmore logró elaborar su propio método de ejecución, llegando a alcanzar un grado de fusión con el instrumento reservado solo a pianistas o violinistas hasta ese momento y centró todos sus esfuerzos en conseguir llevar el theremin a la altura de cualquier instrumento clásico. Para ello no dudó en interpretar piezas de ilustres y reconocidos compositores como Bach, Chopin, Schubert o Saint-Saëns ya que consideraba que el theremin era un instrumento melódico y que los compositores de su época estaban «más interesados en escribir obras llenas de efectos y ruidos antes que melodías».
Durante décadas, Clara Rockmore trató de dignificar el theremin llevando su sonido a lo largo y ancho de Estados Unidos, actuando con las orquestas filarmónicas de Nueva York, Filadelfia y Toronto, entre otras. Pero no fue hasta 1977, cuando tenía 66 años, que se decidió a grabar su primer disco El arte del theremin. A pesar de su fidelidad hacia el instrumento, no consiguió evitar que con el paso del tiempo el theremin quedase relegado a mero productor de efectos sonoros de películas. El propio Alfred Hitchcock le pidió a Clara Rockmore que interpretase parte de la música de su película Recuerda, pero ella se negó.
Con la llegada del sintetizador de Robert Moog, el theremin pasó a un segundo plano hasta que en los años noventa revivió en una segunda juventud gracias al documental Theremin: An electronic odyssey que lo acercó a muchos músicos y grupos de la época, e inclusive años antes, grandes bandas como The Rolling Stones o Led Zeppelin, se arriesgaron a introducirlo en sus composiciones.
Aparece en la envolvente canción "Whole Lotta Love", de Led Zeppelin; la buenrrollista "Good Vibrations", de los Beach Boys; o los álbumes Between the Buttons y Their Satanic Majesties Request, de los Rolling Stones. Los amantes del cine no habrán olvidado la lisérgica música que sonaba en Recuerda, de Alfred Hitchcock, cada vez que el personaje interpretado por Gregory Peck se sumergía en unos raros pensamientos tras ver el color blanco. Las partituras de estas canciones y muchas más se deben mucho a Clara Rockmore, virtuosa del instrumento que aparece en todas esas composiciones.
Falleció en Nueva York el 10 de mayo de 1998, a los 87 años, tras un año de enfermedad.
A pesar de tratarse de uno de los instrumentos más difíciles de tocar, ya que no tiene referencias en las que afinarlo, Clara Rockmore logró dominarlo a la perfección y abrir el camino para convertirlo en el pionero de la música moderna.

## Vida personal
Aunque Léon Theremin le propuso matrimonio, se casó con el abogado Robert Rockmore y, a partir de entonces, usó su nombre profesionalmente. No tuvieron hijos.

## Contribuciones al theremín
La formación clásica de Rockmore le dio una ventaja sobre los muchos otros intérpretes de theremín de la época. El control de la entonación que adquirió como violinista y su tono absoluto innato fueron útiles para tocar el instrumento.
Tenía un control extremadamente preciso y rápido de sus movimientos, importante para tocar un instrumento que depende del movimiento y la proximidad del intérprete en lugar del tacto. Desarrolló una técnica única para tocar el instrumento, incluido un sistema de digitación que le permitió ejecutar con precisión pasajes rápidos y grandes saltos de notas sin el portamento o deslizamiento más familiar del theremín.
También descubrió que podía lograr un tono más estable y controlar el vibrato manteniendo las puntas del pulgar y el índice de la mano derecha en contacto.

### Influencia en el desarrollo
Rockmore vio las limitaciones del instrumento original y ayudó a desarrollar el theremín para satisfacer sus necesidades. Trabajando junto con Léon Theremin, sus sugerencias y cambios incluyeron aumentar la sensibilidad del control de volumen del theremín para facilitar un staccato rápido, reducir el perfil del instrumento para que el intérprete sea más visible, aumentar la sensibilidad de la antena de tono y aumentar el rango de tres octavas a cinco.

### Influencia pública
Cuando Rockmore tocaba en conciertos públicos a gran escala, como el Town Hall de la ciudad de Nueva York en 1938, se volvió cada vez más conocida por impresionar a los críticos con su arte a pesar de la imagen negativa que tenían acerca del instrumento. Estas actuaciones con orquestas de clase mundial también fueron fundamentales para establecer a “la música electrónica y experimental como una forma de arte viable en la imaginación del público”.
Clara poseía un theremín RCA que le regalaron y que Theremin modificó sustancialmente. A través de sus modificaciones, el rango de reproducción normal de 5 a 5,5 octavas del instrumento se amplió en 1,5 octavas. Realizó varias otras personalizaciones, incluidas mejoras en la calidad tonal y su capacidad de respuesta a los movimientos de la mano. Los tubos también están personalizados y etiquetados con su propia escritura.

## Álbumes
- The Art of the Theremin (1977)
- Clara Rockmore's Lost Theremin Album (2006)
- Music in and on the air. (2011) Romeo Records.
- Music and Memories: Clara Rockmore (2020) Romeo Records.
- Music and Memories: Clara Rockmore (Bonus Album) (2020) Romeo Records.

## Films y videos
- Theremin: An Electronic Odyssey, Steven M. Martin, 1995
- Clara Rockmore: The Greatest Theremin Virtuosa, Robert Moog, 1998

## En la cultura popular
- La banda irlandesa de electropop The Garland Cult incluyó la canción "Clara Rockmore" en su álbum de 2007 Protect Yourself from Hollywood.
- La novela Us Conductors de Sean Michaels, ganadora del premio Scotiabank Giller 2014, es un relato ficticio de la relación entre Rockmore y Léon Theremin.
- Rockmore fue el tema de un Doodle de Google el 9 de marzo de 2016, que habría sido su 105 cumpleaños.
- Se hace referencia a ella en la película Bill & Ted Face the Music.